# Llano Estacado

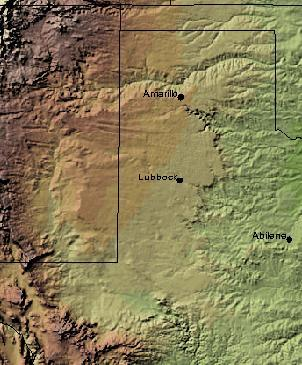
Llano Estacado

Llano Estacado é uma região localizada no sudoeste dos Estados Unidos que inclui partes do leste do estado do Novo México e noroeste do Texas, incluindo as planícies South Plains e Texas Panhandle.